# P-Magazine
P-Magazine is een Belgische website en voormalig tijdschrift vooral gericht op een mannelijk publiek.

## Historiek
Het ontstond in december 1997 als opvolger van het ter ziele gegane weekblad De Nieuwe Panorama en werd uitgegeven door nv De Vrije Pers. Deze laatste ging later op in de overkoepelende mediaholding Think Media. De eerste hoofdredacteur van het blad was Alain Grootaers, vanaf mei 2012 was Patrick De Witte hoofdredacteur. De Witte overleed echter geheel onverwacht op 19 februari 2013. Jeroen Denaeghel volgde hem op. De laatste editie van P-Magazine verscheen op 2 oktober 2015.
Op 18 december 2015 verscheen het magazine opnieuw als maandblad, uitgegeven door uitgeverij Mediageuzen. Deze uitgeverij werd gefinancierd door Maurice De Velder, die als eigenaar van Think Media voordien ook reeds P-Magazine uitgaf. Begin februari 2017 verscheen het laatste papieren nummer. De redactie maakte bekend dat P-magazine uitsluitend als website verdergaat.

## Format
Het tijdschrift was een Nederlandstalig, algemeen weekblad met als onderwerpskeuze auto's, film, vrouwen en games maar ook politiek, sociologie, wetenschap, muziek en literatuur. Het blad was vooral bekend vanwege zijn jaarlijkse, 8 weken durende, badpakkenspecial, waarvoor bekende Vlaamse vrouwen op exotische locaties poseerden. In 2010 was de badpakkenspecial uitzonderlijk aan de Belgische kust. Ook stonden er standaard wekelijks min of meer bekende vrouwelijke modellen of personen op de omslag.
In 2013 bedroeg de oplage 59.038. Deze verliep al jaren in dalende lijn, in 2012 bedroeg de oplage nog 67.688 en in 2011 73.735.